# Club de Rugby Majadahonda
El Club de Rugby Majadahonda es una entidad deportiva de la localidad madrileña de Majadahonda dedicada al rugby . El club fue fundado en 1991 y juega en el campo de rugby Valle del Arcipreste.
Actualmente, el equipo masculino compite en la segunda división española, denominada División de Honor B, y el femenino juega en la División de Honor Femenina de Rugby, saliendo campeona de España en 1993 y 1994, y subcampeona en 1995, 1998, 2000, 2016, 2018, 2020, 2021 y 2022. En 2023 y 2024 salieron campeonas consecutivamente.
 Varios jugadores del club han alcanzado el nivel internacional, destacando los casos de Pablo Fontes, Marina Bravo y María Casado, que participaron en los Juegos Olímpicos de 2016 con la Selección española de rugby, y el caso de Lucas Paulos, jugador de la Selección argentina de rugby .

## Historia

### Primer equipo
El primer equipo del club fue el senior masculino, y lo integraban un grupo de jugadores con experiencia en el rugby universitario; comenzó en la tercera división regional y en tres años alcanzó la primera división regional, que no ha abandonado desde entonces. En la temporada 2002-03 se proclamó campeón de la liga autonómica, título que le dio derecho a disputar la fase de ascenso a Primera Nacional, categoría que en la que alcanza el primer puesto de la fase de ascenso de su grupo.
En la temporada siguiente, se formó el equipo senior femenino con jugadoras con experiencia en el rugby universitario y en el rugby nacional. Desde entonces, está entre los cuatro primeros puestos de España, además de haber sido campeón en las temporadas 1992-93 y 1993-94.

### Escuela de Rugby
La Escuela Municipal de Rugby de Majadahonda nace en septiembre de 1998, en colaboración con la Concejalía de Educación, Juventud y Deportes del Ayuntamiento de Majadahonda. El club se ha convertido en un equipo referente para la Federación Madrileña de Rugby, en cuya Junta Directiva, Comisión Delegada y Asamblea participan Delegados y Directivos del club. De igual modo, la Federación Española de Rugby acude regularmente al Club de Rugby Majadahonda para solicitar colaboración en la organización de encuentros y torneos de categoría nacional e internacional.